# Haitianisch-südafrikanische Beziehungen
Die haitianisch-südafrikanischen Beziehungen beschreiben das bilaterale Verhältnis zwischen der Republik Haiti einerseits und der Republik Südafrika andererseits.

## Geschichte und Stand
Die im Jahr 1804 von Frankreich unabhängig gewordene Republik Haiti und die im Jahr 1961 endgültig vom Vereinigten Königreich in die Souveränität entlassene Republik Südafrika unterhalten seit 1997 diplomatische Beziehungen.
Die diesbezügliche gemeinsame Erklärung wurde am 9. Dezember 1997 von den Ständigen Vertretern beider Länder bei den Vereinten Nationen in New York unterzeichnet.
Haiti unterhält eine Botschaft in Pretoria. Der südafrikanische Botschafter und Leiter des Hochkommissariats in Kingston/Jamaika ist in Haiti nebenakkreditiert.
Südafrika ist Mitglied der Afrikanischen Union (AU). Die AU hatte im Jahr 2004 eine hochrangige Delegation zu den Feierlichkeiten des 200. Unabhängigkeitstags nach Haiti entsandt. Haiti suchte unter der Präsidentschaft von Michel Martelly (2011 bis 2016) die förmliche Beteiligung aufgrund der afrikanischen Wurzeln seiner Bevölkerung. Obwohl in der AU diskutiert worden war, der afrikanischen Diaspora eine Stimme innerhalb der Organisation zu geben, wurde im Mai 2016 bekanntgegeben, dass Haiti nicht wie angestrebt Mitglied werden könne.
Vor dem Sturz des haitianischen Präsidenten Jean-Bertrand Aristide sandte Südafrika auf dessen Bitte im März 2004 eine militärische Frachtmaschine mit Waffen nach Haiti, die jedoch ihr Ziel nicht erreichten. Die Maschine musste in Jamaika landen und die Waffen wurden vom dortigen Zoll zeitweilig beschlagnahmt und nur für den Rückflug nach Südafrika wieder freigegeben.
Nachdem die Karibische Gemeinschaft (CARICOM) am 10. Mai 2004 Südafrika offiziell darum gebeten hatte, dem entmachteten Präsidenten Aristide Asyl zu gewähren, gab die südafrikanische Regierung am 13. Mai 2004 bekannt, dass sie ihn nach Rücksprache mit den Regierungen von Frankreich und den Vereinigten Staaten zeitweilig aufnehmen werde. Nach dem schweren Erdbeben in Haiti kündigte Aristide 2010 aus seinem südafrikanischen Exil an, wieder in sein Heimatland zurückzukehren, um zu „helfen, das Land wieder aufzubauen“. Er traf am 17. März 2011 aus Südafrika kommend in Port-au-Prince ein.
Der haitianische Premierminister Laurent Lamothe wurde gemeinsam mit seinem Außenminister Pierre-Richard Casimir im September 2012 am Rande der Generalversammlung der Vereinten Nationen von dem südafrikanischen Präsidenten Jacob Zuma zu einem Gespräch empfangen.
Im Jahr 2015 erklärte der stellvertretende Entwicklungsminister Südafrikas, Luwellyn Landers, bei einem Besuch in Haiti, sein Land habe die Absicht, die Beziehungen bei Handel und Investitionen auszubauen.